# Largo Conde Dias Garcia
O Largo Conde Dias Garcia é um dos locais com maior importância histórica no concelho de São João da Madeira. Nele afluem a Rua Conde Dias Garcia, a Rua Alão de Morais e a Rua Carolina Dias Garcia. O código-postal é o 3700-101.

## Importância do largo
A este largo foi dado o nome de um grande empreendedor e financista sanjoanense, o Conde Dias Garcia, que foi o responsável por muitas obras de caridade e de desenvolvimento urbanístico em São João da Madeira. Neste largo encontra-se erigida uma estátua em sua honra.
Neste local encontra-se a sede dos Bombeiros Voluntários de São João da Madeira, a Banda de Musica de São João da Madeira e a Escola Básica Conde Dias Garcia.